# Френска Индия
Френска Индия е общо име за френските колонии, установени от Френската източноиндийска компания в Индия от втората половина на 17 век нататък. Те са официално известни като Établissements français de l'Inde от възстановяването на френското управление през 1816 г. до тяхното де факто присъединяване към Индийския съюз през 1949 и 1954 г. Включват Пондичери, Карикал и Янам на Короманделския бряг, Мае на Малабарския бряг и Чандернагор в Бенгал. Френска Индия също включва няколко ложи (подчинени търговски станции, които всички европейски източноиндийски компании поддържат в много индийски градове), но след 1816 те са само номинално френски.
Общата площ възлиза на 510 km², от които 293 km² принадлежат на територията на Пондичери. През 1936 г. населението на колонията възлиза на 298 851 обитатели, от които 63% (187 870) живеят на територията на Пондичери.